# Turul României 2025
Turul României 2025 va fi cea de-a 57-a ediție a Turului României, numit și „Mica Buclă”. Competiția are loc pe un traseu de 830 de km, împărțit în cinci etape. Startul se va da la Craiova iar finalul are loc la București.

## Tricouri distinctive
- Tricoul galben – liderul clasamentului general (pe timp)
- Tricoul alb – cel mai combativ ciclist (liderul clasamentului pe puncte acordate la finalurile de etapă)
- Tricoul verde – cel mai bun cățărător (liderul clasamentului pe puncte al cățărărilor)
- Tricoul roșu – cel mai bun sprinter (liderul clasamentului sprinturilor intermediare)
- Tricoul albastru – cel mai bun român (în clasamentul pe timp)
- Tricoul tricolor – cel mai bun tânăr român (în clasamentul pe timp)

## Clasamente
| Etapa | Câștigător | Lider la general | Cel mai combativ | Cel mai bun cățărător | Cel mai bun sprinter | Cel mai bun român | Cel mai bun tânăr | Clasament echipe |
| ----- | ---------- | ---------------- | ---------------- | --------------------- | -------------------- | ----------------- | ----------------- | ---------------- |

## Echipe
|  |